# Boucles de l'Aulne 2014
La 58e édition des Boucles de l'Aulne a eu lieu le 1er juin 2014. C'est la onzième épreuve de la Coupe de France de cyclisme sur route 2014. La course fait partie du calendrier UCI Europe Tour 2014 en catégorie 1.1.

## Présentation

### Équipes
Classées en catégorie 1.1 de l'UCI Europe Tour, les Boucles de l'Aulne sont par conséquent ouvertes aux UCI ProTeams dans la limite de 50 % des équipes participantes, aux équipes continentales professionnelles, aux équipes continentales et aux équipes nationales.
Douze équipes participent à ces Boucles de l'Aulne - trois ProTeams, trois équipes continentales professionnelles et six équipes continentales :
| UCI ProTeams     | UCI ProTeams | UCI ProTeams |
| Nom de l'équipe  | Pays         | Code         |
| ---------------- | ------------ | ------------ |
| AG2R La Mondiale | France       | ALM          |
| FDJ.fr           | France       | FDJ          |
| Europcar         | France       | EUC          |

| Équipes continentales professionnelles | Équipes continentales professionnelles | Équipes continentales professionnelles |
| Nom de l'équipe                        | Pays                                   | Code                                   |
| -------------------------------------- | -------------------------------------- | -------------------------------------- |
| Bretagne-Séché Environnement           | France                                 | BSE                                    |
| Cofidis                                | France                                 | COF                                    |
| Wanty-Groupe Gobert                    | Belgique                               | WGG                                    |

| Équipes continentales   | Équipes continentales | Équipes continentales |
| Nom de l'équipe         | Pays                  | Code                  |
| ----------------------- | --------------------- | --------------------- |
| BigMat-Auber 93         | France                | BIG                   |
| Differdange-Losch       | Luxembourg            | CCD                   |
| La Pomme Marseille 13   | France                | LPM                   |
| Nankang-Fondriest       | Italie                | CEF                   |
| Roubaix Lille Métropole | France                | RLM                   |
| Wallonie-Bruxelles      | Belgique              | WBC                   |

## Classement final
|    | Coureur              | Pays     | Équipe                       |    | Temps           |
| -- | -------------------- | -------- | ---------------------------- | -- | --------------- |
| 1  | Alexis Gougeard      | France   | AG2R La Mondiale             | en | 3 h 58 min 00 s |
| 2  | Rémy Di Grégorio     | France   | La Pomme Marseille 13        | +  | 5 s             |
| 3  | Rudy Kowalski        | France   | Roubaix Lille Métropole      |    | 5 s             |
| 4  | Benoît Vaugrenard    | France   | FDJ.fr                       |    | 5 s             |
| 5  | Jean-Marc Bideau     | France   | Bretagne-Séché Environnement |    | 5 s             |
| 6  | Romain Hardy         | France   | Cofidis                      |    | 5 s             |
| 7  | Nico Sijmens         | Belgique | Wanty-Groupe Gobert          |    | 9 s             |
| 8  | Mikaël Cherel        | France   | AG2R La Mondiale             |    | 11 s            |
| 9  | Vegard Stake Laengen | Norvège  | Bretagne-Séché Environnement |    | 11 s            |
| 10 | Yannick Martinez     | France   | Europcar                     |    | 11 s            |

## Liste des participants
- Liste de départ complète

| Légende | Légende                                                                    | Légende | Légende                                                    |
| ------- | -------------------------------------------------------------------------- | ------- | ---------------------------------------------------------- |
| Num     | Dossard de départ porté par le coureur sur ces Boucles de l'Aulne          | Pos     | Position à l'arrivée de la course                          |
|         | Indique un maillot de champion national ou mondial, suivi de sa spécialité | NP      | Indique un coureur qui n'a pas pris le départ de la course |
| AB      | Indique un coureur qui n'a pas terminé la course                           | HD      | Indique un coureur qui a terminé la course hors des délais |

| FDJ.fr FDJ | FDJ.fr FDJ                     | FDJ.fr FDJ |
| ---------- | ------------------------------ | ---------- |
| Num        | Coureur                        | Pos        |
| 1          |                                |            |
| 2          | Pierrick Fédrigo (FRA)         | 23e        |
| 3          | Anthony Geslin (FRA)           | AB         |
| 4          | Pierre-Henri Lecuisinier (FRA) | 35e        |
| 5          | Laurent Mangel (FRA)           | AB         |
| 6          | Geoffrey Soupe (FRA)           | 28e        |
| 7          | Émilien Viennet (FRA)          | AB         |
| 8          | Benoît Vaugrenard (FRA)        | 4e         |

| AG2R La Mondiale ALM | AG2R La Mondiale ALM         | AG2R La Mondiale ALM |
| -------------------- | ---------------------------- | -------------------- |
| Num                  | Coureur                      | Pos                  |
| 11                   |                              |                      |
| 12                   | Jean-Christophe Péraud (FRA) | 37e                  |
| 13                   | Mikaël Cherel (FRA)          | 8e                   |
| 14                   | Maxime Daniel (FRA)          | 54e                  |
| 15                   | Samuel Dumoulin (FRA)        | AB                   |
| 16                   | Alexis Gougeard (FRA)        | 1er                  |
| 17                   | Hugo Houle (CAN)             | AB                   |
| 18                   | Lloyd Mondory (FRA)          | AB                   |

| Europcar EUC | Europcar EUC              | Europcar EUC |
| ------------ | ------------------------- | ------------ |
| Num          | Coureur                   | Pos          |
| 21           | Thomas Voeckler (FRA)     | 31e          |
| 22           | Jérôme Cousin (FRA)       | 15e          |
| 24           | Antoine Duchesne (CAN)    | 46e          |
| 24           | Giovanni Bernaudeau (FRA) | 29e          |
| 25           | Bryan Nauleau (FRA)       | 13e          |
| 26           | Alexandre Pichot (FRA)    | 30e          |
| 27           | Kévin Réza (FRA)          | AB           |
| 28           | Yannick Martinez (FRA)    | 10e          |

| Cofidis COF | Cofidis COF                 | Cofidis COF |
| ----------- | --------------------------- | ----------- |
| Num         | Coureur                     | Pos         |
| 31          | Rein Taaramäe (EST) (Route) | 19e         |
| 32          | Guillaume Levarlet (FRA)    | 51e         |
| 33          | Nicolas Edet (FRA)          | 14e         |
| 34          | Romain Hardy (FRA)          | 6e          |
| 35          | Christophe Le Mével (FRA)   | 16e         |
| 36          | Luis Ángel Maté (ESP)       | 21e         |
| 37          | Daniel Navarro (ESP)        | 27e         |
| 38          | Julien Simon (FRA)          | 52e         |

| Bretagne-Séché Environnement BSE | Bretagne-Séché Environnement BSE | Bretagne-Séché Environnement BSE |
| -------------------------------- | -------------------------------- | -------------------------------- |
| Num                              | Coureur                          | Pos                              |
| 41                               | Romain Feillu (FRA)              | 40e                              |
| 42                               | Armindo Fonseca (FRA)            | 49e                              |
| 43                               | Pierre-Luc Périchon (FRA)        | 20e                              |
| 44                               | Christophe Laborie (FRA)         | 53e                              |
| 45                               | Erwann Corbel (FRA)              | 59e                              |
| 46                               | Jean-Marc Bideau (FRA)           | 5e                               |
| 47                               | Benjamin Le Montagner (FRA)      | 47e                              |
| 48                               | Vegard Stake Laengen (NOR)       | 9e                               |

| Wanty-Groupe Gobert WGG | Wanty-Groupe Gobert WGG | Wanty-Groupe Gobert WGG |
| ----------------------- | ----------------------- | ----------------------- |
| Num                     | Coureur                 | Pos                     |
| 51                      | Frederik Backaert (BEL) | 45e                     |
| 52                      | Thomas Degand (BEL)     | 25e                     |
| 53                      |                         |                         |
| 54                      | Jérôme Gilbert (BEL)    | 38e                     |
| 55                      | Roy Jans (BEL)          | 50e                     |
| 56                      | Marco Minnaard (NED)    | AB                      |
| 57                      | Kévin Van Melsen (BEL)  | AB                      |
| 58                      | Nico Sijmens (BEL)      | 7e                      |

| La Pomme Marseille 13 LPM | La Pomme Marseille 13 LPM  | La Pomme Marseille 13 LPM |
| ------------------------- | -------------------------- | ------------------------- |
| Num                       | Coureur                    | Pos                       |
| 61                        | Julien Antomarchi (FRA)    | 11e                       |
| 62                        | Julien El Fares (FRA)      | 32e                       |
| 63                        | Justin Jules (FRA)         | AB                        |
| 64                        | Yoann Paillot (FRA)        | 22e                       |
| 65                        | Rémy Di Grégorio (FRA)     | 2e                        |
| 66                        | Clément Saint-Martin (FRA) | 18e                       |
| 67                        | Domingos Gonçalves (POR)   | 58e                       |
| 68                        | Antoine Lavieu (FRA)       | 55e                       |

| BigMat-Auber 93 BIG | BigMat-Auber 93 BIG       | BigMat-Auber 93 BIG |
| ------------------- | ------------------------- | ------------------- |
| Num                 | Coureur                   | Pos                 |
| 71                  | Frédéric Brun (FRA)       | 48e                 |
| 72                  | Flavien Dassonville (FRA) | AB                  |
| 73                  | Pierre Gouault (FRA)      | 39e                 |
| 74                  | Maxime Renault (FRA)      | 42e                 |
| 75                  | Stéphane Rossetto (FRA)   | 26e                 |
| 76                  | Alo Jakin (EST)           | 24e                 |
| 77                  | Théo Vimpère (FRA)        | AB                  |
| 78                  | Yannis Yssaad (FRA)       | AB                  |

| Roubaix Lille Métropole RLM | Roubaix Lille Métropole RLM | Roubaix Lille Métropole RLM |
| --------------------------- | --------------------------- | --------------------------- |
| Num                         | Coureur                     | Pos                         |
| 81                          | Julien Duval (FRA)          | 17e                         |
| 82                          | Jimmy Turgis (FRA)          | 36e                         |
| 83                          | Jean-Lou Paiani (FRA)       | AB                          |
| 84                          | Franck Vermeulen (FRA)      | 56e                         |
| 85                          | Baptiste Planckaert (BEL)   | 12e                         |
| 86                          | Maxime Vantomme (BEL)       | AB                          |
| 87                          | Rudy Kowalski (FRA)         | 3e                          |
| 88                          |                             |                             |

| Wallonie-Bruxelles WBC | Wallonie-Bruxelles WBC   | Wallonie-Bruxelles WBC |
| ---------------------- | ------------------------ | ---------------------- |
| Num                    | Coureur                  | Pos                    |
| 91                     | Christophe Prémont (BEL) | AB                     |
| 92                     | Maxime Anciaux (BEL)     | 33e                    |
| 93                     | Quentin Bertholet (BEL)  | AB                     |
| 94                     | Olivier Chevalier (BEL)  | AB                     |
| 95                     | Florent Mottet (BEL)     | AB                     |
| 96                     | Loïc Pestiaux (BEL)      | AB                     |
| 97                     | Julien Stassen (BEL)     | AB                     |
| 98                     |                          |                        |

| Differdange-Losch CCD | Differdange-Losch CCD  | Differdange-Losch CCD |
| --------------------- | ---------------------- | --------------------- |
| Num                   | Coureur                | Pos                   |
| 101                   | César Bihel (FRA)      | AB                    |
| 102                   | Sven Fritsch (LUX)     | AB                    |
| 103                   | Vytautas Kaupas (LTU)  | AB                    |
| 104                   |                        |                       |
| 105                   | Gediminas Kaupas (LTU) | AB                    |
| 106                   | Augusto Sánchez (DOM)  | 44e                   |
| 107                   | Kevin Suarez (BEL)     | AB                    |
| 108                   |                        |                       |

|     |         |     |
| --- | ------- | --- |
| Num | Coureur | Pos |
| 111 |         |     |
| 112 |         |     |
| 113 |         |     |
| 114 |         |     |
| 115 |         |     |
| 116 |         |     |
| 117 |         |     |
| 118 |         |     |

| Nankang-Fondriest CEF | Nankang-Fondriest CEF  | Nankang-Fondriest CEF |
| --------------------- | ---------------------- | --------------------- |
| Num                   | Coureur                | Pos                   |
| 121                   | Filippo Baggio (ITA)   | 57e                   |
| 122                   | Alfredo Balloni (ITA)  | 34e                   |
| 123                   | Loris Paoli (ITA)      | AB                    |
| 124                   | Alfonso Fiorenza (ITA) | AB                    |
| 125                   | Matteo Gozzi (ITA)     | 43e                   |
| 126                   | Giacomo Forconi (ITA)  | AB                    |
| 127                   | Matteo Belli (ITA)     | 41e                   |
| 128                   | Antonio Merolese (ITA) | AB                    |